# Liste des musées d'Eure-et-Loir
La liste des musées d'Eure-et-Loir présente des musées du département français d'Eure-et-Loir en région Centre-Val de Loire. Neuf de ces musées ont reçu le label « Musée de France ».

## À Chartres
La ville de Chartres, préfecture du département d'Eure-et-Loir, réunit les musées suivants :
- Musée des beaux-arts (musée de France) ;
- Le Compa, le musée de l'agriculture, Mainvilliers-Chartres (musée de France) ;
- Muséum des sciences naturelles et de préhistoire, fermé le 28 janvier 2015[2] (musée de France) ;
- Musée Picassiette ;
- Musée de l'école de Chartres et d'Eure-et-Loir[3]
- Centre international du vitrail[4].

Musées à Chartres
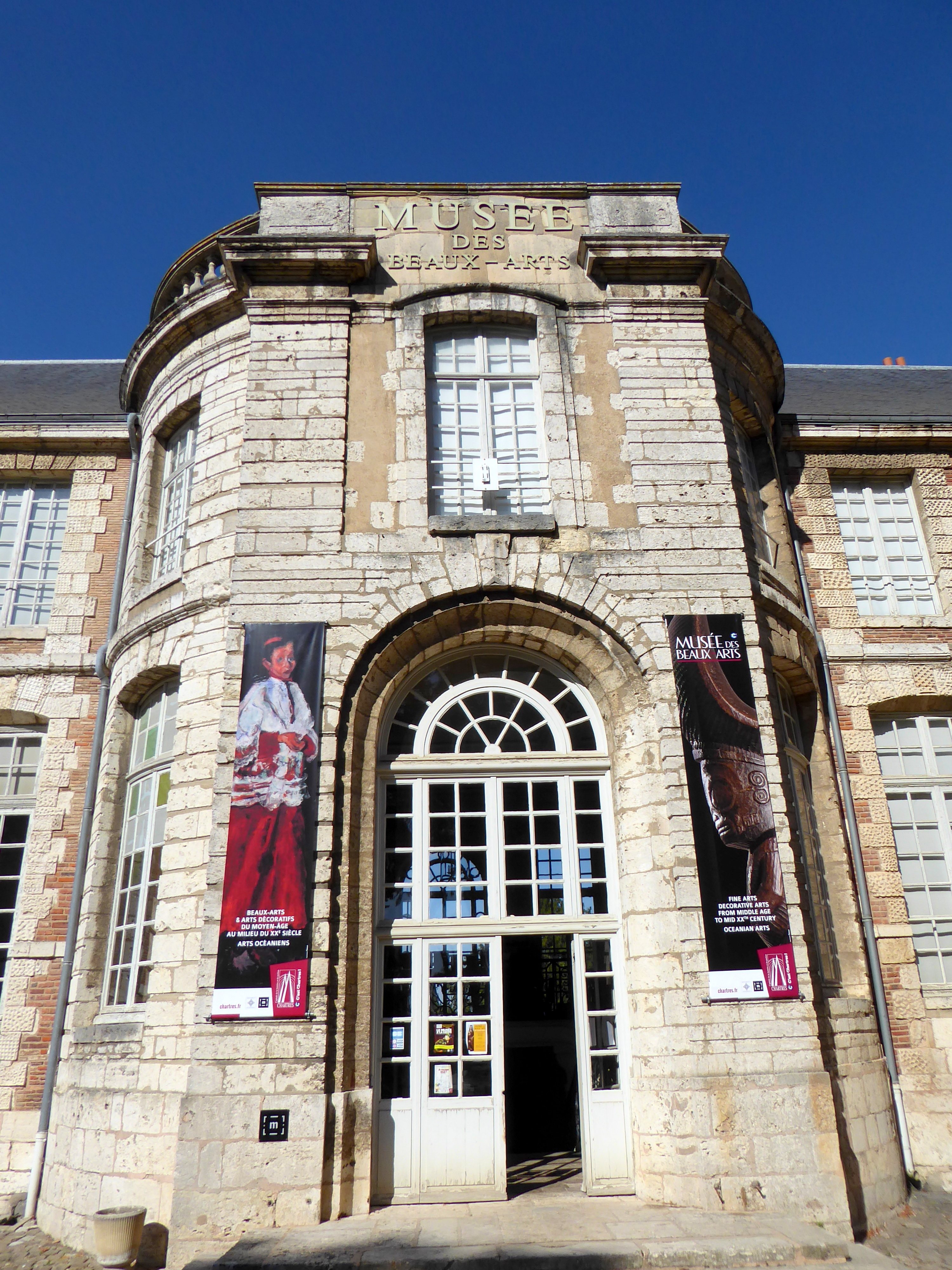
Musée des beaux-arts.
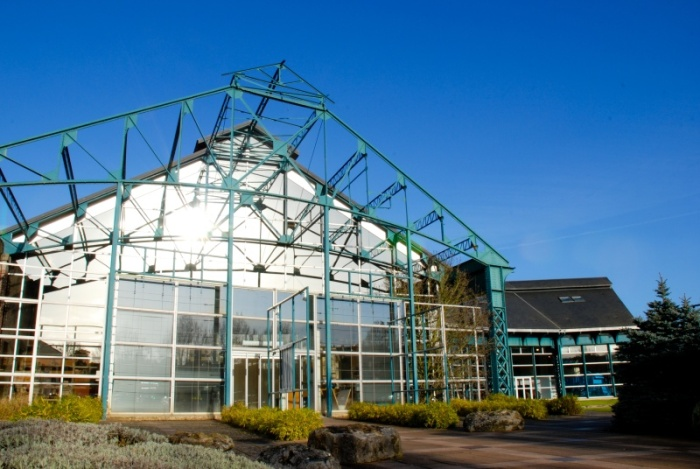
Le Compa, le musée de l'agriculture, Mainvilliers-Chartres.
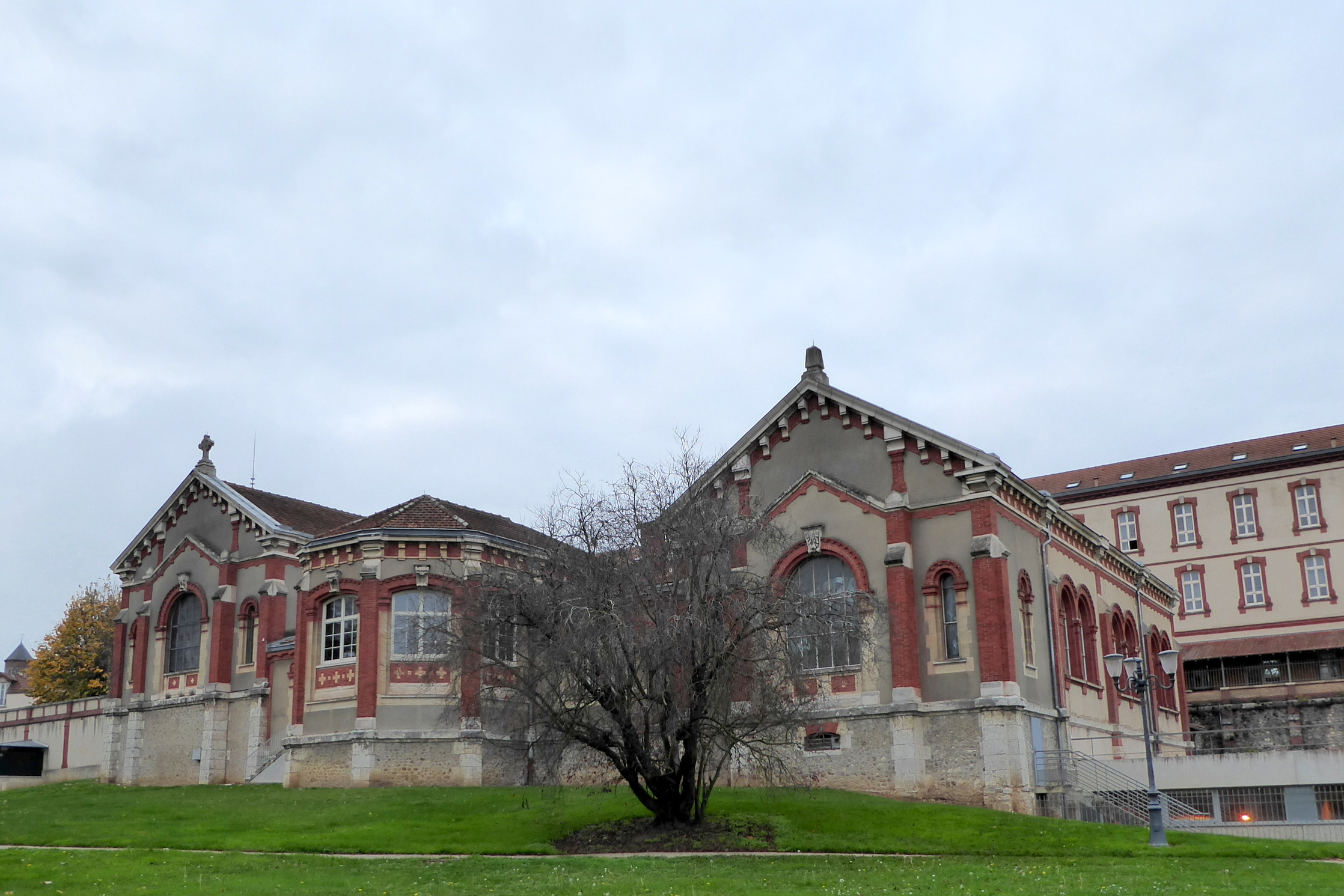
Ancien muséum des sciences naturelles et de préhistoire.
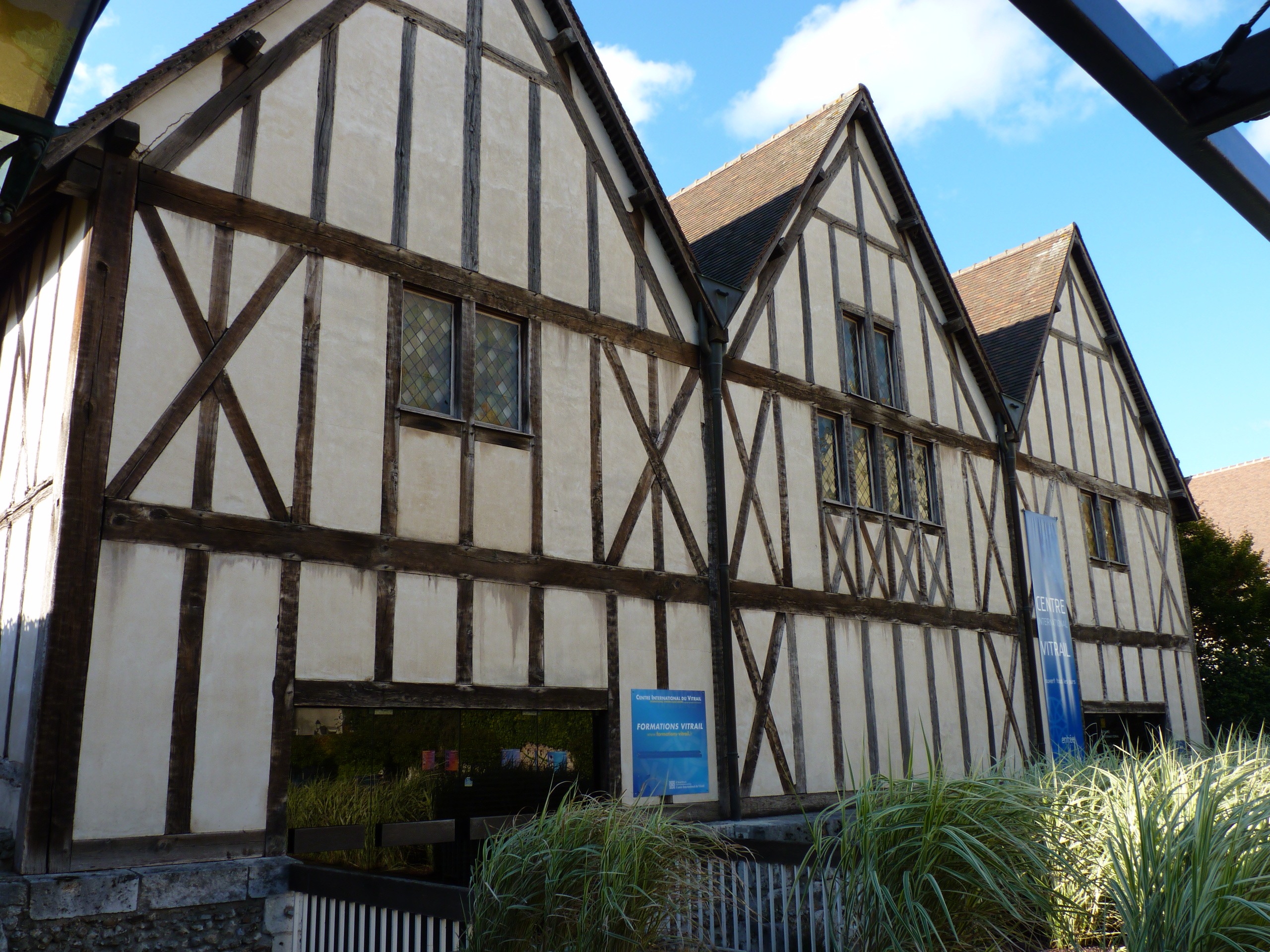
Centre international du vitrail.

## En Eure-et-Loir
- Charpont : Petit musée de peinture[5] ;
- Châteaudun : musée des Beaux-Arts et d'Histoire Naturelle (musée de France) ;
- Dreux :
  - Musée d'Art et d'Histoire de Dreux[6] (musée de France) ;
  - Écomusée des vignerons et artisans drouais.
- Épernon : conservatoire des meules et pavés du bassin d'Épernon ;
- La Ferté-Villeneuil : Écomusée de la Vallée de l'Aigre[7] ;
- Illiers-Combray : musée Marcel Proust (musée de France) ;
- Jouy : musée du patrimoine et des pratiques locales "L’Écurie" ;
- Loigny-la-Bataille : musée de la Guerre de 1870 ;
- Maintenon : château, demeure de « Madame de Maintenon », favorite puis épouse secrète de Louis XIV ;
- Nogent-le-Rotrou : musée du château Saint-Jean (musée de France) ;
- Le Puiset : Espace des seigneurs du Puiset[8]
- Sainville : musée Farcot (musée de France) ;
- Thiron-Gardais : musée du collège royal et militaire

N.B. : Bonneval : musée bonnevallais, ce musée prévu n'a jamais ouvert ses portes (musée de France).

Musées en Eure-et-Loir
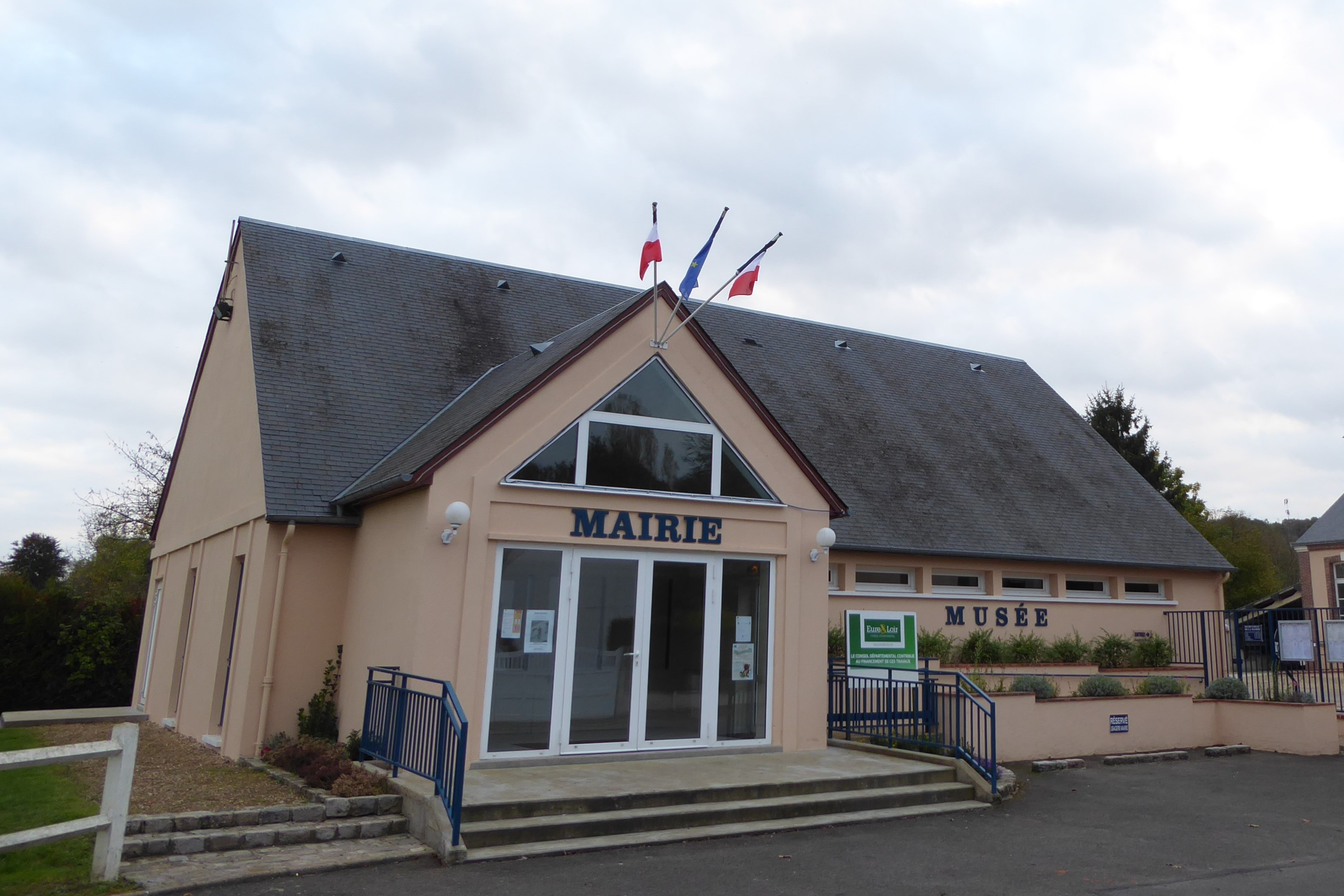
Petit musée de peinture, Charpont.
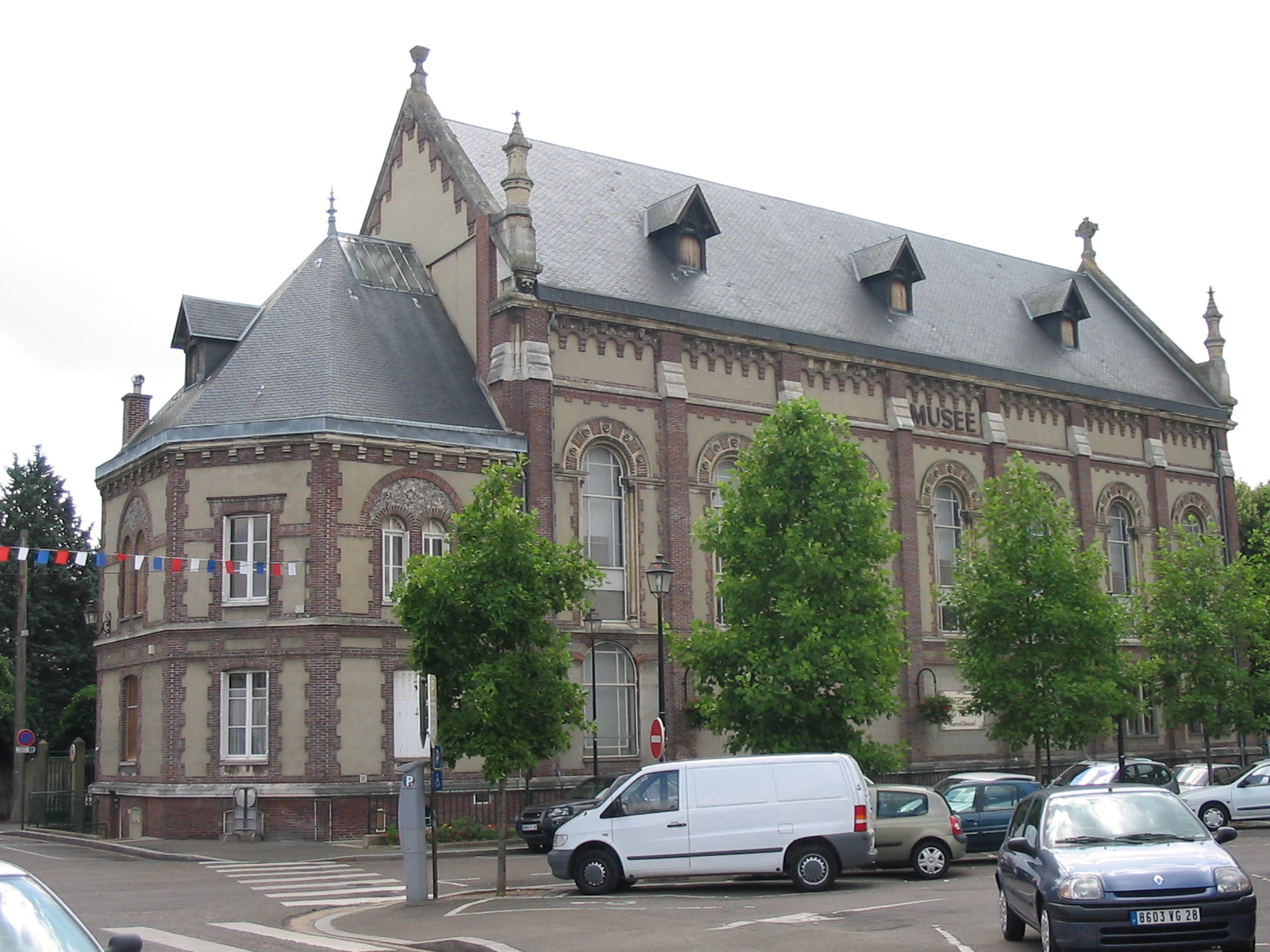
Musée d'art et d'histoire Marcel Dessal, Dreux.
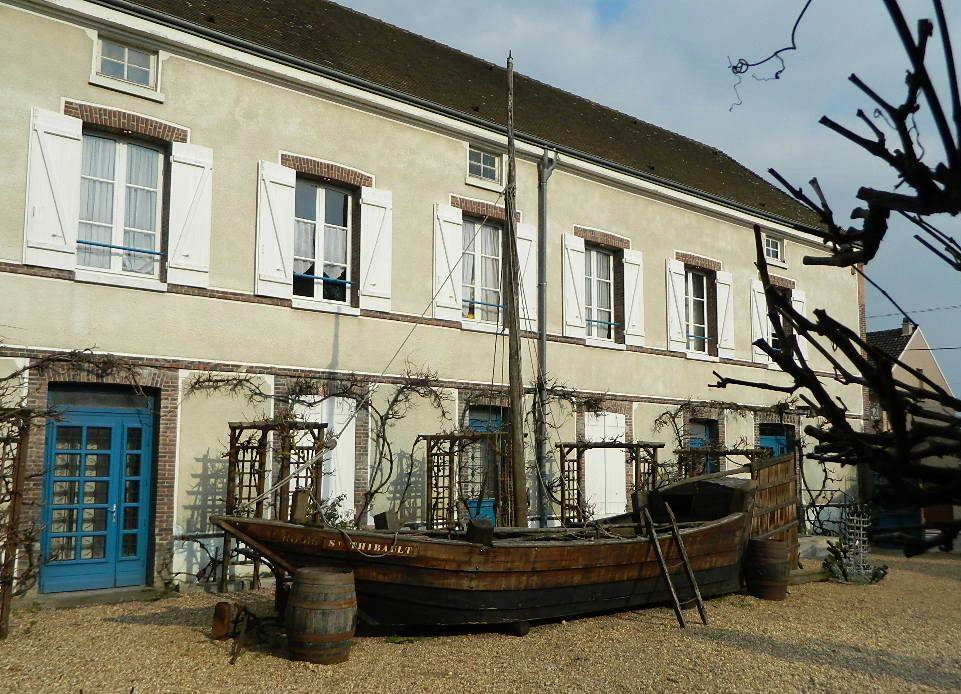
Écomusée des vignerons et des artisans drouais.
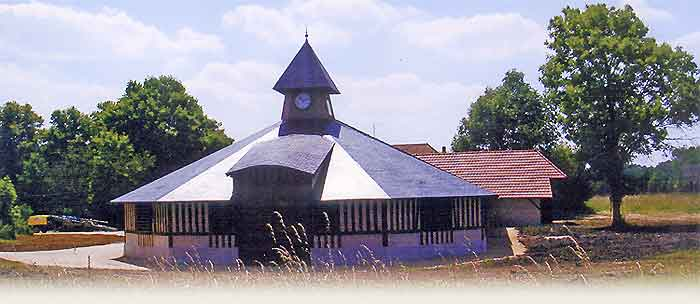
Conservatoire des meules et pavés, Épernon.
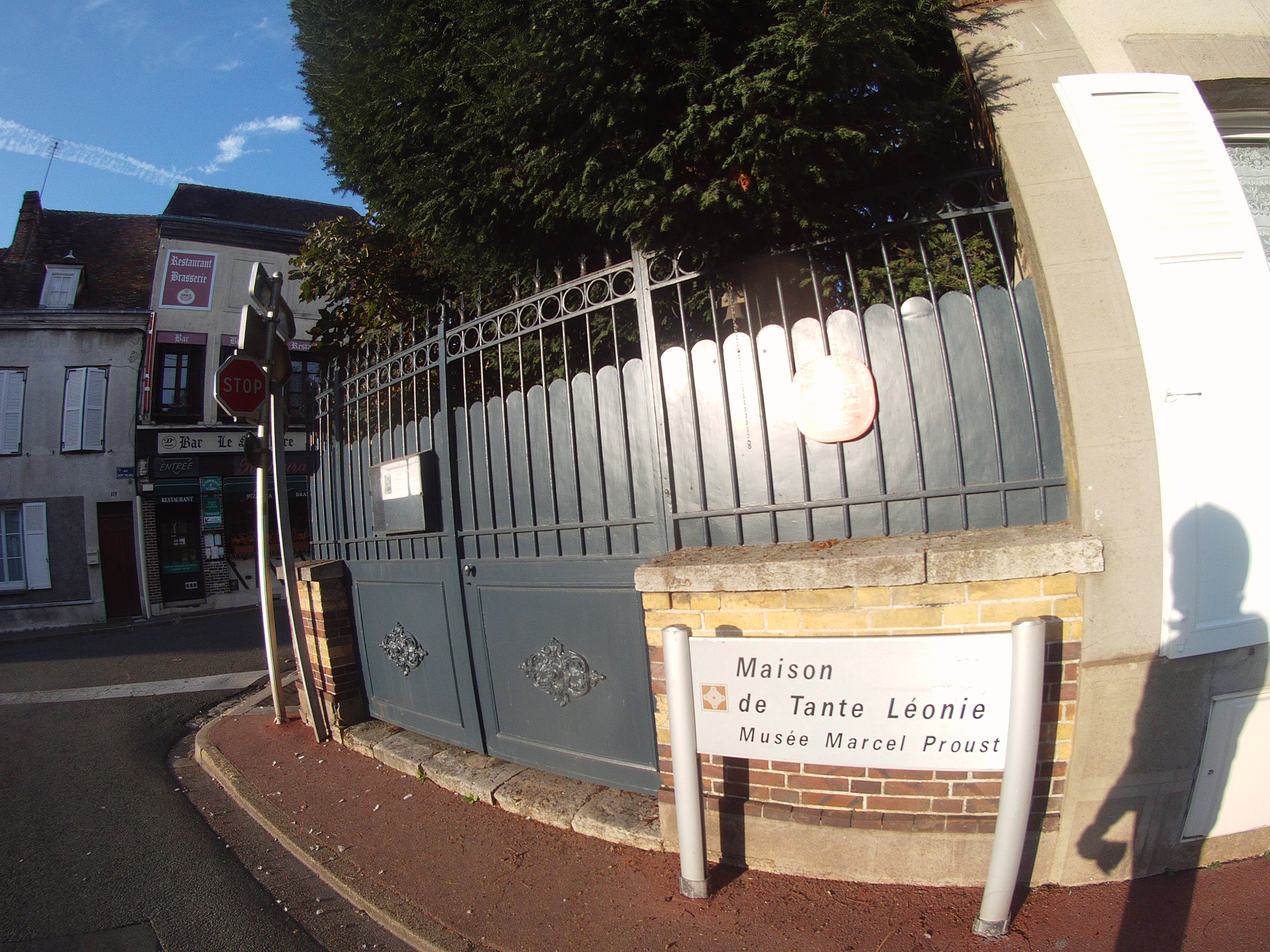
Musée Marcel Proust, Illiers-Combray.
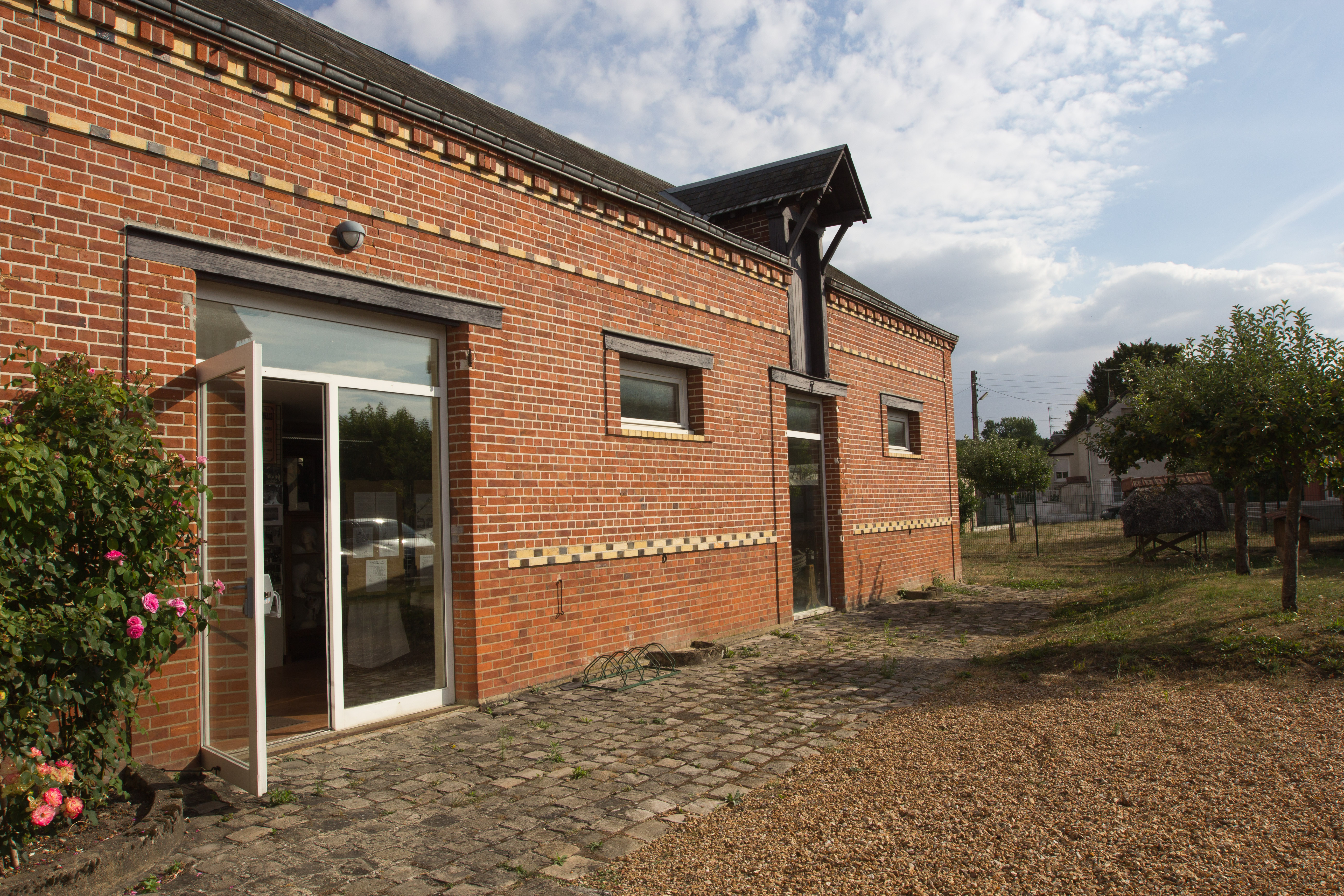
Musée de Jouy.
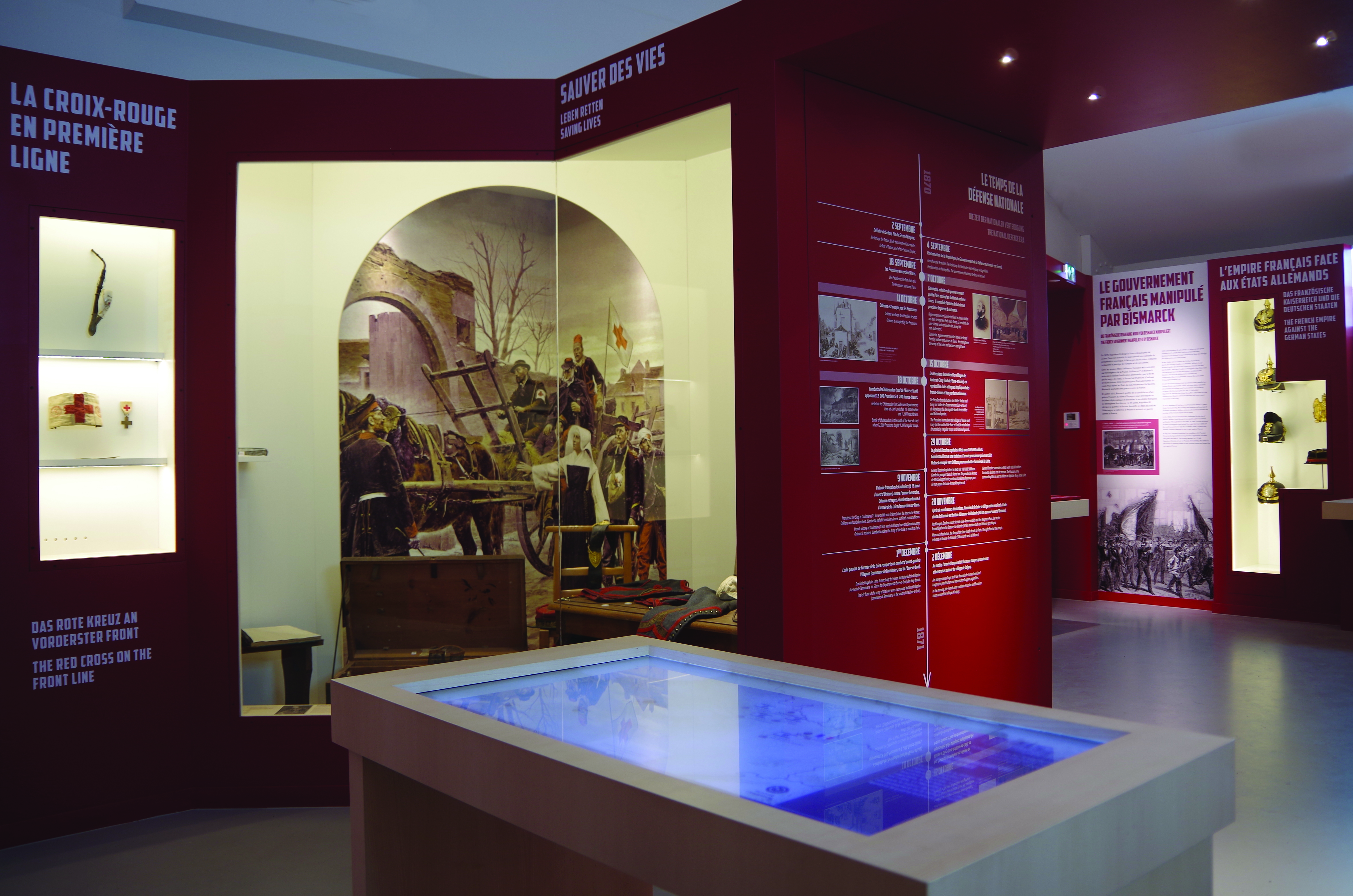
Musée de la guerre de 1870, Loigny-la-Bataille.
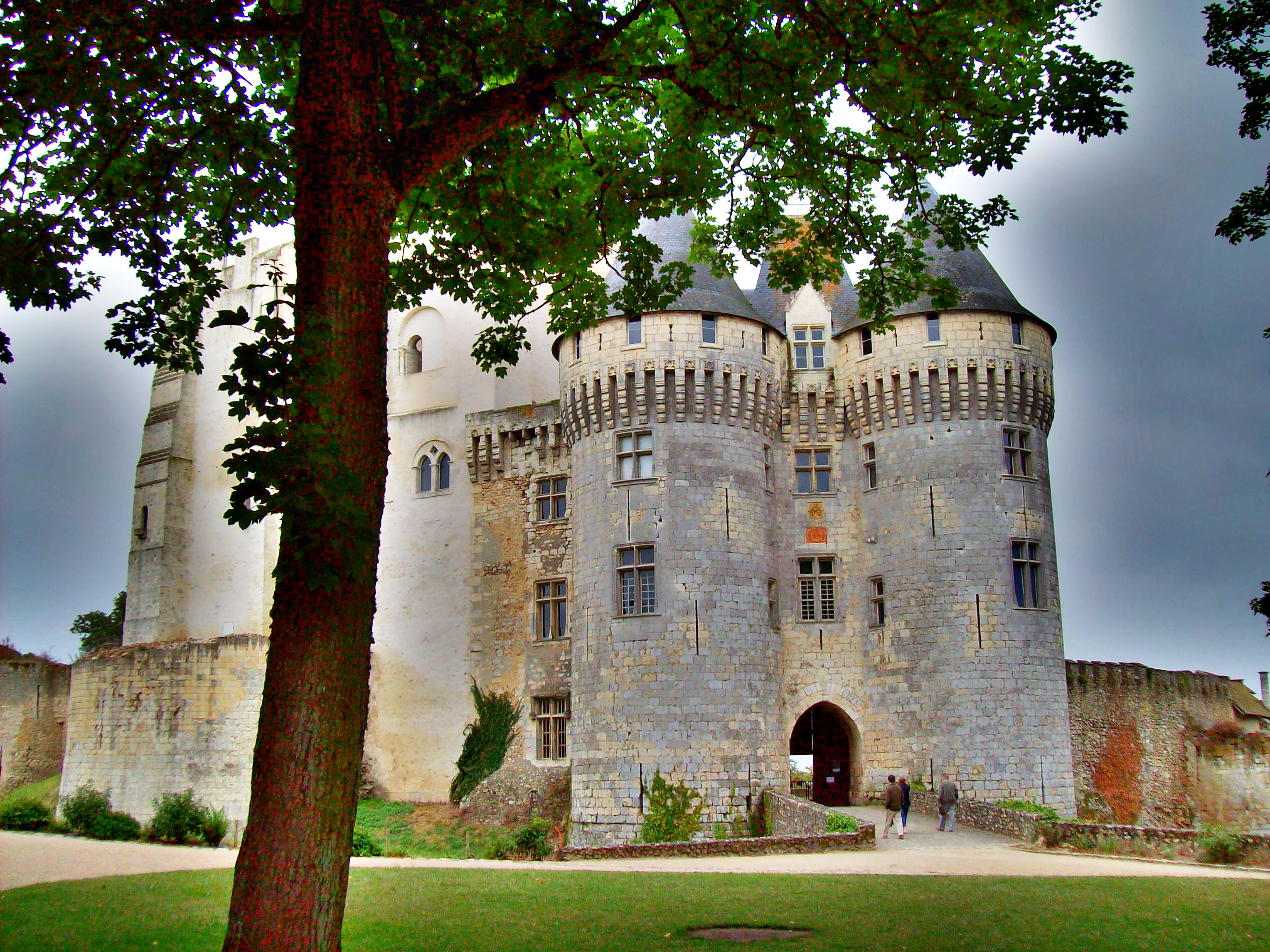
Musée du château Saint-Jean, Nogent-le-Rotrou.
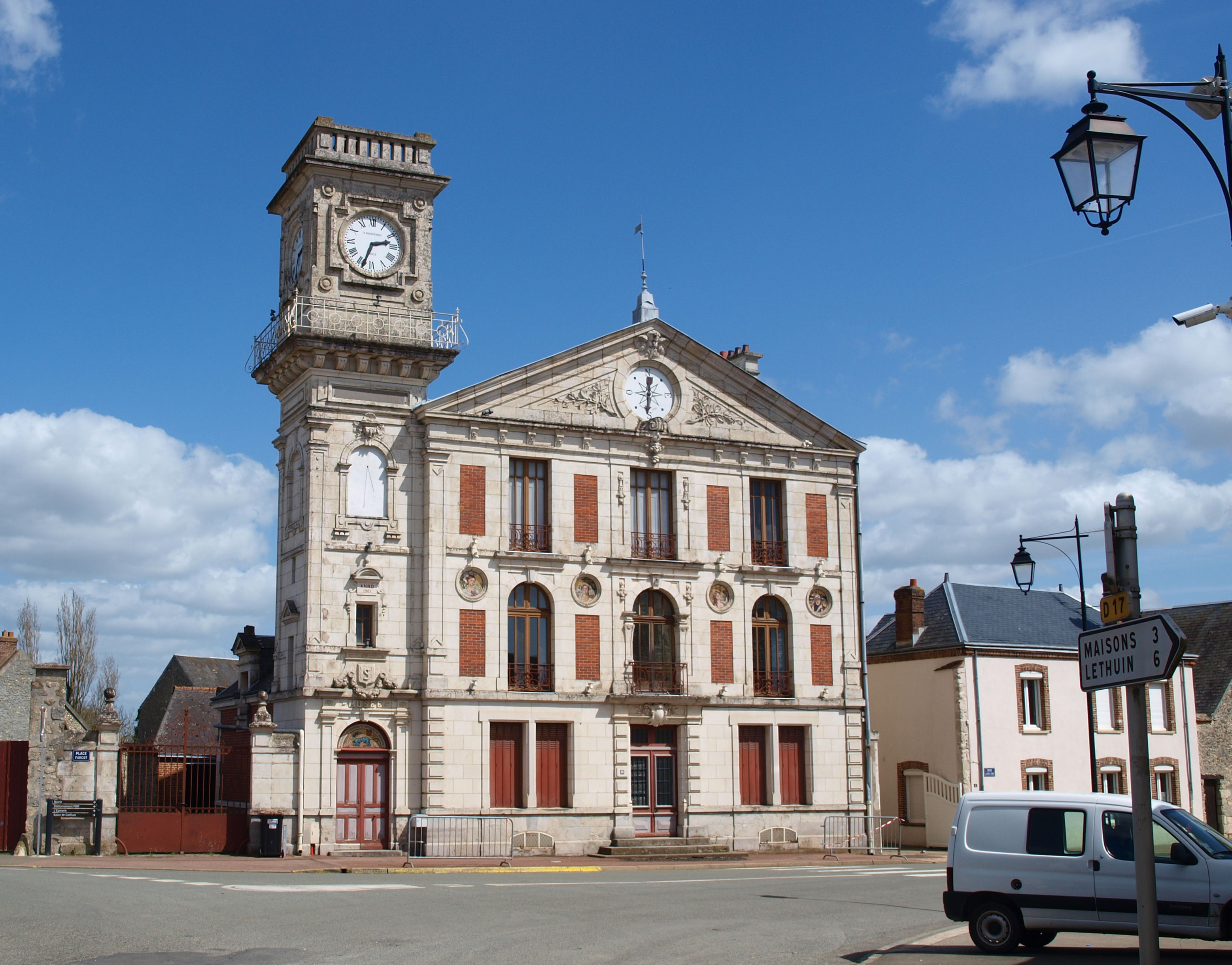
Musée Farcot, Sainville.
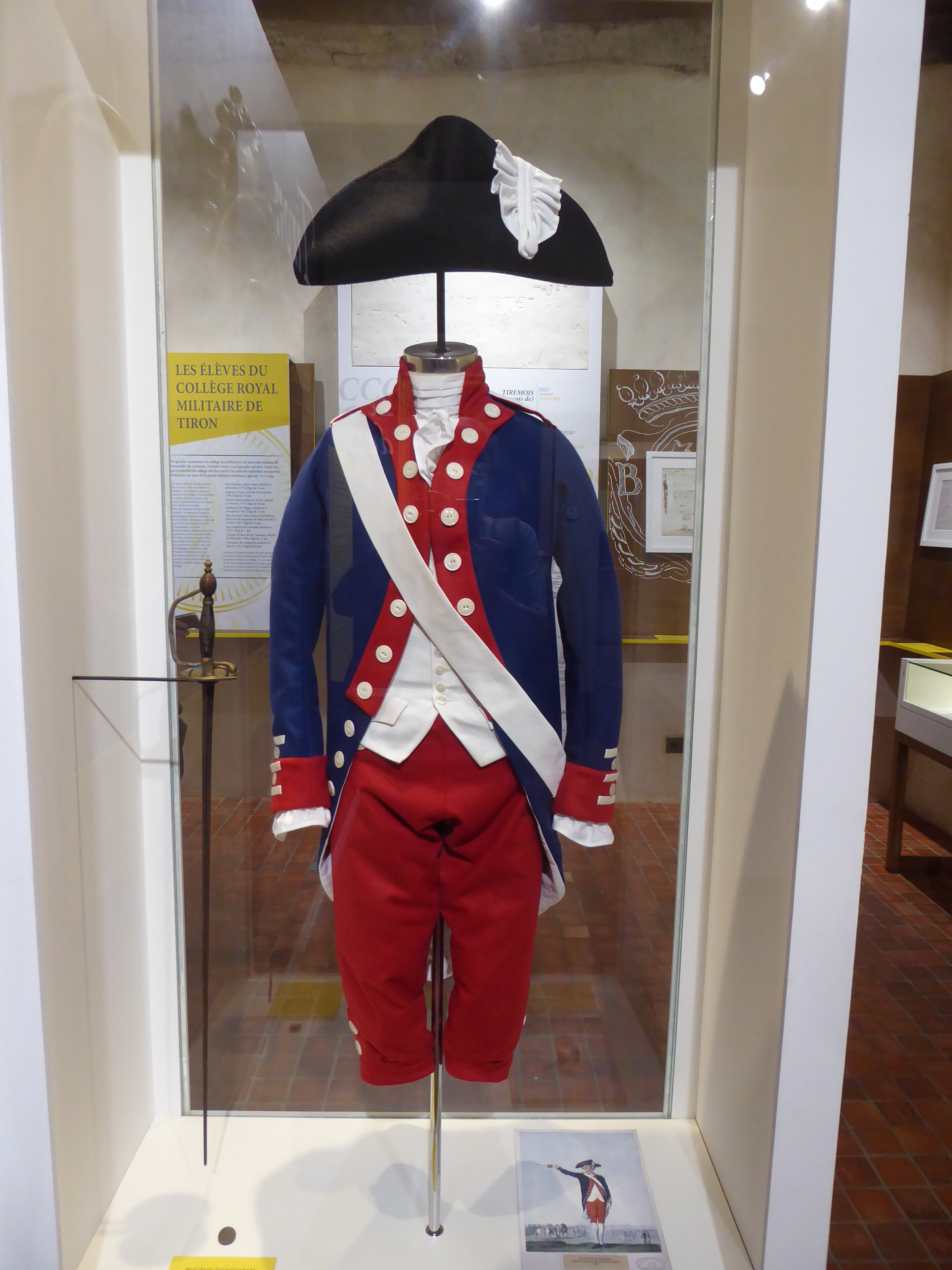
Musée du collège, Thiron-Gardais.